# Gastone Cazzaniga
Gastone Cazzaniga (Milano, 23 marzo 1908 – ...) è stato un calciatore italiano, di ruolo centrocampista.

## Carriera
Giocò per tre stagioni in Serie A con la maglia della Pro Patria, dal 1930 al 1933. Tra le reti da lui realizzate, da notare la tripletta con cui diede la vittoria il 1º marzo 1931 alla sua squadra nella sfida casalinga contro il Napoli, conclusasi per 3-2 per i lombardi.